# 徐志远
徐志远（1919年—1987年）， 原名郭世昌，山西省定襄人。中华人民共和国政治人物。

## 生平
1937年，毕业于太原国民师范，同年5月在太原参加牺牲救国同盟会。1938年5月，加入中国共产党。1938年7至10月，任晋察冀二区区青救会主任、区动委会副主任、党团书记。1938年10月至1939年12月，任晋察冀分局党校教务处干事、北岳区四地委党校班主任。1940年1至4月，任中共五台县委宣传部副部长。1940年4月，任中共五台县委组织部部长。1943年2月，中共北岳五地委决定调徐志远接替邹嘉甫出任中共广灵县委书记，在任期间抵御日军的扫荡。1944年1至8月，任中共山阴县委书记兼山阴武工大队政委。1944年9至12月，任中共山代县委书记兼武工支队政委。1945年1至6月，任中共桑下河工作委员会书记兼桑干河武工队政委。1945年7至10月，任中共大同县委书记。1945年11月年1949年6月，徐志远调任中共雁北地委宣传部部长、雁北独立一支队政委、雁北地委组织部长、阳高县委书记兼县大队政委。
1949年7月至12月，任中共察哈尔省委宣传部副部长。1950年4月，调任大同矿区分委书记，同年10月至1954年7月，任大同煤矿党委书记。1955年8月至1958年6月，任中共大同市委第一书记兼大同市武装部政委。1959年至1961年6月，任中国科学院山西分院党委书记、副院长。1961年7月至1962年6月，任中共山西省委文教部部长。1962年7月，任中共忻县地委书记兼忻县军分区政委。1966年8月，中共山西省委除屈服于“造反派”的压力，撤销了徐志远的职务。1967年2月10日，中共山西省核心小组发出通知，宣布“成立中共山西省核心小组，由9人组成（徐志远为成员）。之后他任中共忻县地区核心领导小组组长、忻县地区革委会主任、山西省生产组副组长、财贸组组长。1971年8月至1975年5月，任山西农学院革委会副主任。1975年5月至1983年2月，任中共山西省委文教部副部长、省文教委员会主任、党组书记。1983年2月至1984年3月，任山西省第六届人民代表大会常务委员会委员、科教文卫工作委员会委员。1987年去世。